# Waterdrogadders
Waterdrogadders (Homalopsidae) zijn een familie van slangen.

## Taxonomie
De groep werd voor het eerst beschreven door Karel Lucien Bonaparte in 1845. Waterdrogadders behoren niet tot de adderfamilie (Viperidae) maar zijn meer verwant aan de familie toornslangachtigen (Colubridae). Lange tijd werd de groep niet als aparte familie gezien maar als onderfamilie (Homalopsinae) van de gladde slangen. Waterdrogadders worden tegenwoordig niet tot een superfamilie van slangen gerekend. Volgens sommige wetenschappers moeten ze zelfs in een eigen groep worden geplaatst; de Homalopsoidea.
Er zijn 55 soorten in 28 geslachten. Hiervan zijn er negentien monotypisch, wat wil zeggen dat het geslacht slechts door een enkele soort wordt vertegenwoordigd. Sommige soorten zijn pas recentelijk beschreven, zoals Myanophis thanlyinensis die pas sinds 2021 bekend is.. Dergelijke soorten worden in de literatuur vaak nog niet vermeld.

## Uiterlijk en levenswijze
Waterdrogadders hebben vaak een relatief dik lichaam en een opvallend korte staart. De ogen zijn in de regel klein en zijn meer aan de bovenzijde van hun kop gelegen. De lichaamskleur is vaak onopvallend, zoals bruin of grijs, met lichtere of juist donkere vlekken of strepen. 
Alle soorten zijn waterminnend en leven in of langs de oevers van meren, rivieren en moerassen. De meeste soorten eten voornamelijk kikkers en vissen. De vrouwtjes zetten geen eieren af maar zijn eierlevendbarend, de jongen komen levend ter wereld. Het aantal jongen varieert sterk per soort.

## Lijst van geslachten
Het geslacht omvat de volgende soorten, met de auteur en het verspreidingsgebied.
| Naam            | Auteur                                | Aantal soorten | Verspreidingsgebied |
| --------------- | ------------------------------------- | -------------- | --- |
| Bitia           | Gray, 1842                            | 1              | Azië; Myanmar, Thailand en Maleisië |
| Brachyorrhos    | Kuhl, 1826                            | 4              | Azië; Indonesië |
| Calamophis      | Meyer, 1874                           | 4              | Azië; Papoea-Nieuw-Guinea en Indonesië |
| Cantoria        | Girard, 1857                          | 1              | Azië; Myanmar, Thailand, Indonesië, Oost-Timor, India, Maleisië en Singapore                                                                                           |
| Cerberus        | Cuvier, 1829                          | 5              | Australië en Azië; India, Bangladesh, Myanmar, Thailand, Maleisië, Indonesië, Filipijnen, Micronesië, Papoea-Nieuw-Guinea, Cambodja, Vietnam en Singapore              |
| Dieurostus      | Duméril, Bibron & Duméril, 1854       | 1              | Azië; India |
| Djokoiskandarus | J.K. de Jong, 1926                    | 1              | Azië; Indonesië en Papoea-Nieuw-Guinea |
| Enhydris        | Sonnini & Latreille, 1802             | 6              | Azië; China, Indonesië, Bangladesh, Cambodja, India, Laos, Maleisië, Borneo, Myanmar, Nepal, Bhutan, Pakistan, Sri Lanka, Thailand en Vietnam en mogelijk in Singapore |
| Erpeton         | Lacépède, 1800                        | 1              | Azië; Thailand, Cambodja en Vietnam |
| Ferania         | Schlegel, 1837                        | 1              | Azië; India, Nepal, Bangladesh, Myanmar, Maleisië |
| Fordonia        | Schlegel, 1837                        | 1              | Australië en Azië; Bangladesh, India, Indonesië, Oost-Timor, Maleisië, Myanmar, Papoea-Nieuw-Guinea, de Filipijnen, Singapore, Thailand, Cambodja en Vietnam           |
| Gerarda         | Eydoux & Gervais, 1822                | 1              | Azië; India, Myanmar, Sri Lanka, de Filipijnen, Cambodja, Maleisië, Singapore, Indonesië, mogelijk in Thailand en Bangladesh                                           |
| Gyiophis        | Murphy & Voris, 2014                  | 3              | Azië; Myanmar en Indonesië |
| Heurnia         | De Jong, 1926                         | 1              | Azië; Indonesië |
| Homalopsis      | Kuhl & Hasselt, 1822                  | 5              | Azië; Bangladesh, Cambodja, Thailand, Vietnam, Indonesië, Laos, Maleisië, Singapore, Nepal, India en Myanmar                                                           |
| Hypsiscopus     | Fitzinger, 1843                       | 2              | Azië; India, Myanmar, Cambodja, Indonesië, Laos, Maleisië, China, Taiwan, Thailand en Vietnam                                                                          |
| Karnsophis      | Murphy & Voris, 2013                  | 1              | Azië; Indonesië |
| Kualatahan      | Tweedie, 1946                         | 1              | Azië; Maleisië |
| Mintonophis     | Mertens, 1959                         | 1              | Azië; Pakistan |
| Miralia         | Reuss, 1834                           | 1              | Azië; Indonesië en Maleisië |
| Myanophis       | Köhler, Khaing & Than, 2021           | 1              | Azië; Myanmar |
| Myron           | Gray, 1849                            | 3              | Australië en Azië; Indonesië |
| Myrrophis       | Kumar, Sanders, George & Murphy, 2012 | 2              | Azië; China, Vietnam en Taiwan |
| Phytolopsis     | Gray, 1849                            | 1              | Azië; Maleisië, Singapore, Indonesië en Brunei |
| Pseudoferania   | Fischer, 1886                         | 1              | Australië en Azië; Papoea-Nieuw-Guinea en Indonesië |
| Raclitia        | Gray, 1842                            | 1              | Azië; Maleisië |
| Subsessor       | Jan, 1865                             | 1              | Azië; Maleisië, Cambodja, Thailand, Vietnam en mogelijk in China |
| Sumatranus      | Duméril, Bibron & Duméril, 1854       | 1              | Azië; Indonesië |